# Рашидов, Рашид Меджидович
Рашидов, Рашид Меджидович (1 мая 1928 — 15 мая 2011) — даргинский детский поэт. Народный поэт Дагестанской АССР (1978).

## Биография
Рашид Меджидович Рашидов родился в селении Ванаши-Махи (ныне Сергокалинский район Дагестана) в 1928 году. В 1949 году окончил исторический факультет Дагестанского педагогического института. В 1958 окончил Высшие литературные курсы при Литературном институте имени М. Горького в Москве. Работал в Институте истории, языка и литературы Дагестанского филиала АН СССР, также был редактором даргинского выпуска альманаха «Дружба», главным редактором даргинского радиовещания, возглавлял даргинскую секцию Союза писателей Дагестана.

## Творчество
Первый сборник стихов Рашидова «Дила талихӀ» (Моё счастье) вышел в 1948 году. Затем вышли и другие его сборники: «ТалихӀ сархутачила» (Люди, творящие счастье, 1951), «Назмурти» (Стихи, 1953), «Дила биштӀати гьалмагъунас» (Моим маленьким друзьям, 1954), «ЖибхӀни» (Цыплята, 1956), «Агь, Ирбагьин, Ирбагьин!» (Ах, Ибрагим, Ибрагим!, 1961), «БархӀила тӀем» (Аромат солнца, 1963), «Адамти» (Люди, 1965), «ЧӀакнани пукьни урдалтухӀели» (Когда орлы покидают гнёзда, 1967), «Когда уснули пчёлы» (1968), «Соседи смеются» (1969), «Ранней осени цвета» (1972), «Своя судьба» (1975), «Яснеет день» (1980), «Иней» (1985), «Гьундури ва далуйти» (Дороги и песни). Рашидов переводил на даргинский язык стихи А. С. Пушкина, М. Ю. Лермонтова, В. В. Маяковского. Перевёл стихотворение национального поэта Беларуси Янки Купалы «А хто там идёт?». Ряд произведений Рашидова был переведён на русский язык и другие языки народов СССР.

## Награды и премии
- Медаль «За трудовое отличие» (1951)
- Орден Трудового Красного Знамени (1960)
- Памятная медаль «Великий русский писатель лауреат Нобелевской премии М. А. Шолохов 1905—2005» (2004)
- Народный поэт Дагестанской АССР (1978)
- Лауреат республиканской премии имени С. Стальского в области детской и юношеской литературы за книгу «Соседи смеются» (1970)
- Лауреат общественной литературной премии имени О. Батырая (1972)
- Почётный диплом международной премии Г.-Х. Андерсена за книгу «Хороший день» (1980)